# 서울신남성초등학교
서울신남성초등학교(서울新南城初等學校)는 대한민국 서울특별시 동작구 사당동에 있는 공립 초등학교이다.

## 학교 연혁
- 1975년 3월 11일 서울신남성초등학교 개교(30학급 편성)
- 1995년 3월 15일 병설유치원 개원(2학급)
- 2003년 7월 16일 봉현초등학교(149명) 분리 및 학적이관
- 2011년 9월 1일 제11대 심갑섭 교장 취임
- 2012년 9월 15일 행복한 학교쉼터 설치
- 2012년 9월 30일 제2후문 설치공사
- 2013년 10월 12일 신남성 꿈동이 무지개축제
- 2015년 9월 1일 제13대 문예성 교장 취임
- 2016년 2월 15일 제41회 졸업식(115명)(총 13504명)
- 2016년 3월 1일 27학급(특수 1포함) 편성, 627명 입학
- 2016년 7월 26일 별관동 옥상방수 공사
- 2016년 9월 12일 도서실, 회의실, 휴게실 리모델링 및 본관복도 바닥공사
- 2016년 9월 29일 신남성 꿈동이 가을운동회

## 참고 자료
- 서울신남성초등학교 - 한국교육학술정보원 학교알리미